# Kovit Khemananda
Kovit Anakechai Khemananda (* 24. Februar 1938 in Tha Khura, Amphoe Sathing Phra beim Songkhla-See; † 13. Januar 2019 in Chiang Rai) war ein thailändischer buddhistischer Gelehrter, Dichter, Schriftsteller und Maler, der als spiritueller Lehrer Bekanntheit erlangte.

## Leben
Khemananda wurde im Februar 1938 geboren. Er schloss sein Kunststudium an der Silpakorn-Universität in Bangkok ab und wurde später buddhistischer Mönch, wobei er bei Buddhadasa Bhikkhu, einem der großen buddhistischen Reformmönche in Thailand, und bei Luangpor Teean, dem Großmeister der Sati-Meditation, studierte. 1976 gründete Khemananda die Ariyabha Foundation. Er lehrte in Thailand, Singapur, England, Deutschland, der Schweiz, Australien und den Vereinigten Staaten.
Er ist Autor verschiedene Bücher über Buddhismus, Meditation, Kunst und Kultur. Seine gesammelten Gedichte erschienen von ihm selbst illustriert unter dem Titel The Valley: Selected Poems of K. Khemananda in Bangkok bei der Ariyabha Foundation, sein Buch Know Not a Thing. Insights into Dynamic Meditation erschien bei der White Lotus Press. Der thailändische Autor und Buddhist verwendete viele Pseudonyme. Im Jahr 2007 wurde er als Nationalkünstler (Literatur) geehrt. Seine Autobiographie erschien herausgegeben und übersetzt von Grant Olson and Chalermsee Olson (2015).
Khemananda starb im Januar 2019 an einer Lungeninfektion.